# Vrije polder
De Vrije polder (ook: Vrijepolder) was een polder ten zuiden van Waterlandkerkje. De polder werd bedijkt in 1535 al deel van de schorren in de "oude" Passageule, en wel in opdracht van Matthias Lauweryn.
De "nieuwe" Passageule, die door de militaire inundatie van 1583 ontstond, splitste de polder in tweeën. Daar de Passageule in militair gebruik was als de Passageule-Linie bleef dat ook langere tijd zo. Wél werden de schorren ten noorden en ten zuiden van de Linie als afzonderlijke polders ingedijkt: De Vrije polder noordelijk deel in 1650, en de Vrije polder zuidelijk deel in 1711. De laatste was verbonden met Het Eiland.